# Microrégion de Pará de Minas
 (février 2025).
Si vous disposez d'ouvrages ou d'articles de référence ou si vous connaissez des sites web de qualité traitant du thème abordé ici, merci de compléter l'article en donnant les références utiles à sa vérifiabilité et en les liant à la section « Notes et références ».
La microrégion de Pará de Minas est l'une des huit microrégions qui subdivisent la mésorégion métropolitaine de Belo Horizonte, dans l'État du Minas Gerais au Brésil.
Elle comporte 5 municipalités qui regroupaient 118 221 habitants en 2006 pour une superficie totale de 1 766 km2.

## Municipalités[1]
- Florestal
- Onça de Pitangui
- Pará de Minas
- Pitangui
- São José da Varginha